# Aston Tirrold
Aston Tirrold is een civil parish in het bestuurlijke gebied South Oxfordshire, in het Engelse graafschap Oxfordshire met 373 inwoners.